# Декомпрессионный механизм

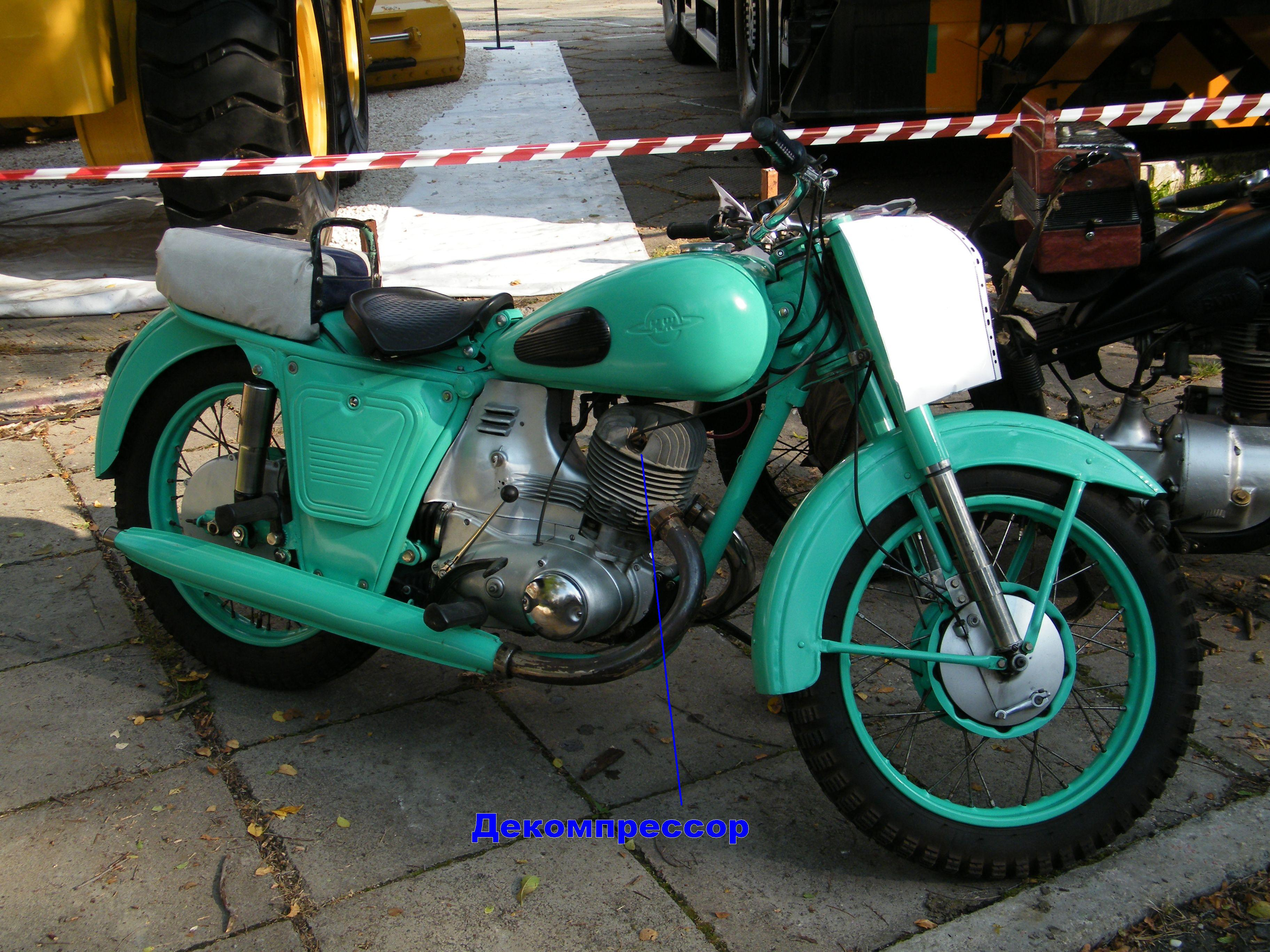
Декомпрессор на двигателе мотоцикла ИЖ-56

Декомпрессио́нный механи́зм (декомпрессор) — устройство, облегчающее запуск двигателя внутреннего сгорания. Декомпрессионный механизм за счёт сообщения камеры сгорания с атмосферой позволяет временно снизить сопротивление проворота коленчатого вала пусковой системы. При этом пусковая система позволяет разогнать коленчатый вал двигателя до пусковой частоты вращения. После этого декомпрессионный механизм выключается и двигатель запускается за счёт инерции коленчатого вала и маховика. Применение декомпрессионного механизма позволяет запустить двигатель даже при недостаточной мощности пусковой системы. Широко применяется на двигателях, запускаемых вручную, а также на дизельных двигателях, имеющих высокую степень сжатия.
Конструктивно декомпрессионый механизм удобно выполнять как ограничитель обратного хода выпускного клапана. Это позволяет отказаться от применения дополнительных клапанов. У двухтактных двигателей в головке цилиндров устанавливаются декомпрессионные клапаны.
В прошлом все дизельные и многие бензиновые автомобильные и тракторные двигатели оснащались декомпрессионными механизмами. По мере совершенствования пусковых систем надобность в нём отпала. В СССР последними тракторными двигателями с декомпрессионным механизмом были Д65 и СМД-14. Применялся декомпрессор и на мотоциклах «Иж-Планета».
В настоящее время декомпрессионный механизм (чаще всего, автоматический) применяется на двигателях бензиновых электростанций и скутеров.
Декомпрессионный механизм может быть применён для аварийной остановки дизельного двигателя при «разносе». Тем не менее, для штатной остановки двигателя декомпрессор использовать не следует, так как есть риск поломки клапанного механизма или его привода.